# Ulrika Eleonora kyrka, London
Ulrika Eleonora kyrka är en kyrkobyggnad i London och Ulrika Eleonora svenska församling i London i Storbritannien. Liksom de andra kyrkorna i Svenska kyrkan utlandet sorterar församlingen under Visby stift.

## Historik

### Gamla kyrkan
Den gamla kyrkan var belägen i Wapping och ersattes i början av 1900-talet. Man flyttade över altaret, predikstolen, dopfunten och ljuskronor från den gamla kyrkan till den nya.

### Nya kyrkan
Den nuvarande kyrkan byggdes 1912 och är belägen på 6 Harcourt Street i Londonstadsdelen Marylebone. Kyrkan är ritad av arkitekterna Herbert Wigglesworth (1866–1949) och Axel Herman Hägg. Den första grundstenen till kyrkan lades 26 februari 1910 av ministern Herman Wrangel. Fastigheten är klassad som historiskt värdefull byggnad av English Heritage.
Kyrkan rymmer 225 sittande, därtill finns läsrum, bibliotek, församlingsexpedition och en större föreläsningssal. Till kyrkorummet har flera av inventarierna hämtats från den tidigare kyrkan i Wapping, däribland altaruppsats, predikstol och dopfunt. Kyrkklockorna kommer från den nedlagda sjömanskyrkan i Antwerpen samt från fartyget Patricia.